# Nati nel 1054
| Questa pagina contiene informazioni ricavate automaticamente dalle voci biografiche con l'ausilio del template Bio e di un bot. L'aggiornamento è periodico e automatico e ricostruisce completamente la pagina. Se manca una persona in questa lista, sei pregato di non aggiungerla, ma accertati piuttosto che la sua voce biografica contenga il template Bio e che i dati anagrafici siano correttamente compilati. Se il template Bio manca, inseriscilo tu stesso o, in alternativa, metti l'avviso {{tmp\|Bio}} che ne segnala la mancanza. Se i dati riportati sono sbagliati, correggi direttamente la voce biografica; le modifiche saranno visibili in questa lista entro pochi giorni. Per chiarimenti vedi il progetto biografie. La lista contiene solo le 7 persone che sono citate nell'enciclopedia e per le quali è stato implementato correttamente il template Bio. Pagina aggiornata al 13 gen 2025. |

- 9 aprile - Giuditta Maria di Baviera, duchessa
- Berengario Raimondo II di Barcellona, conte († 1097)
- Bernoldo di Costanza, scrittore tedesco († 1100)
- Guglielmo di Montfort-sur-Risle, religioso e abate francese († 1124)
- Raimondo Berengario II di Barcellona, conte († 1082)
- Langri Tangpa, poeta tibetano († 1123)
- Al-Hariri, letterato, scrittore e filologo arabo († 1122)